# Cascada Mandoc
Die Cascada Mandoc ist ein Wasserfall in Äquatorialguinea.

## Beschreibung
Der Wasserfall liegt im Westen des Distrikts Litoral bei Abumnsoc an der Grenze zum Distrikt Centro Sur auf einer Höhe von ca. 190 m.